# Éléphant en Côte d'Ivoire

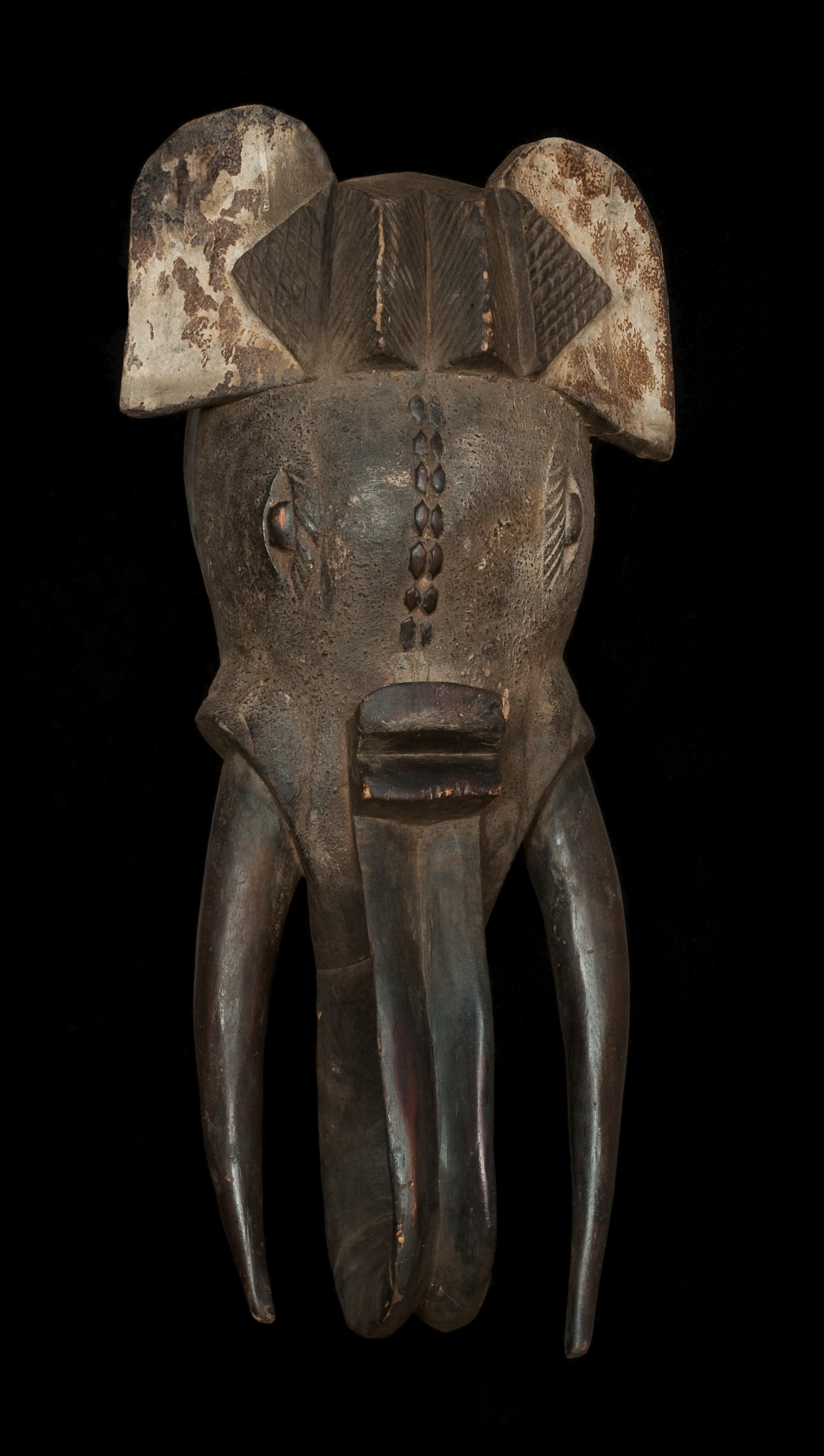
Masque ivoirien représentant un éléphant.

L'éléphant en Côte d'Ivoire a une grande importance historique et culturelle, dans la mesure où cet animal en est l'un des symboles, à l'origine du nom même du pays. Le territoire de la Côte d'Ivoire hébergeait, à l'origine, une très importante population d'éléphants d'Afrique des deux espèces, mais ils ont été décimés par la chasse puis le braconnage, ainsi que par la destruction de leur habitat, une déforestation intense au profit de la culture du cocotier et du cacaoyer. De nombreux conflits éclatent entre la population humaine et ces pachydermes, qui en raison d'un manque d'espace et de sources de nourriture ou d'abreuvement, peuvent détruire des plantations et des véhicules. Il existe aussi des cas anecdotiques d'éléphants ivoiriens devenus célèbres grâce à leur proximité avec les humains.
Le commerce de l'ivoire représente historiquement une facette importante de l'économie de la Côte d'Ivoire. Malgré l'interdiction officielle de la chasse des éléphants en 1974 puis celle de la vente d'ivoire en 1997, le pays restait au début des années 2000 l'un des principaux actifs dans ce trafic, et ce, principalement dans sa capitale économique, Abidjan. Depuis, le gouvernement ivoirien a réalisé de grosses saisies d'ivoire et des arrestations de trafiquants, particulièrement en 2018.
Comme toutes les populations d'éléphants, celle de Côte d'Ivoire remplit un rôle écologique important en dispersant des graines, en limitant le réchauffement climatique par son action dans les forêts tropicales, et en attirant des invertébrés. L'effectif subsistant est cependant très réduit, avec 225 éléphants de forêt d'Afrique répartis dans le sud du pays en 2020. Ces éléphants vivent en particulier dans le parc national de Taï et dans la réserve naturelle de Bossématié. Les éléphants de savane vivent principalement dans le parc national de la Comoé.

## Évolution des effectifs d'éléphants

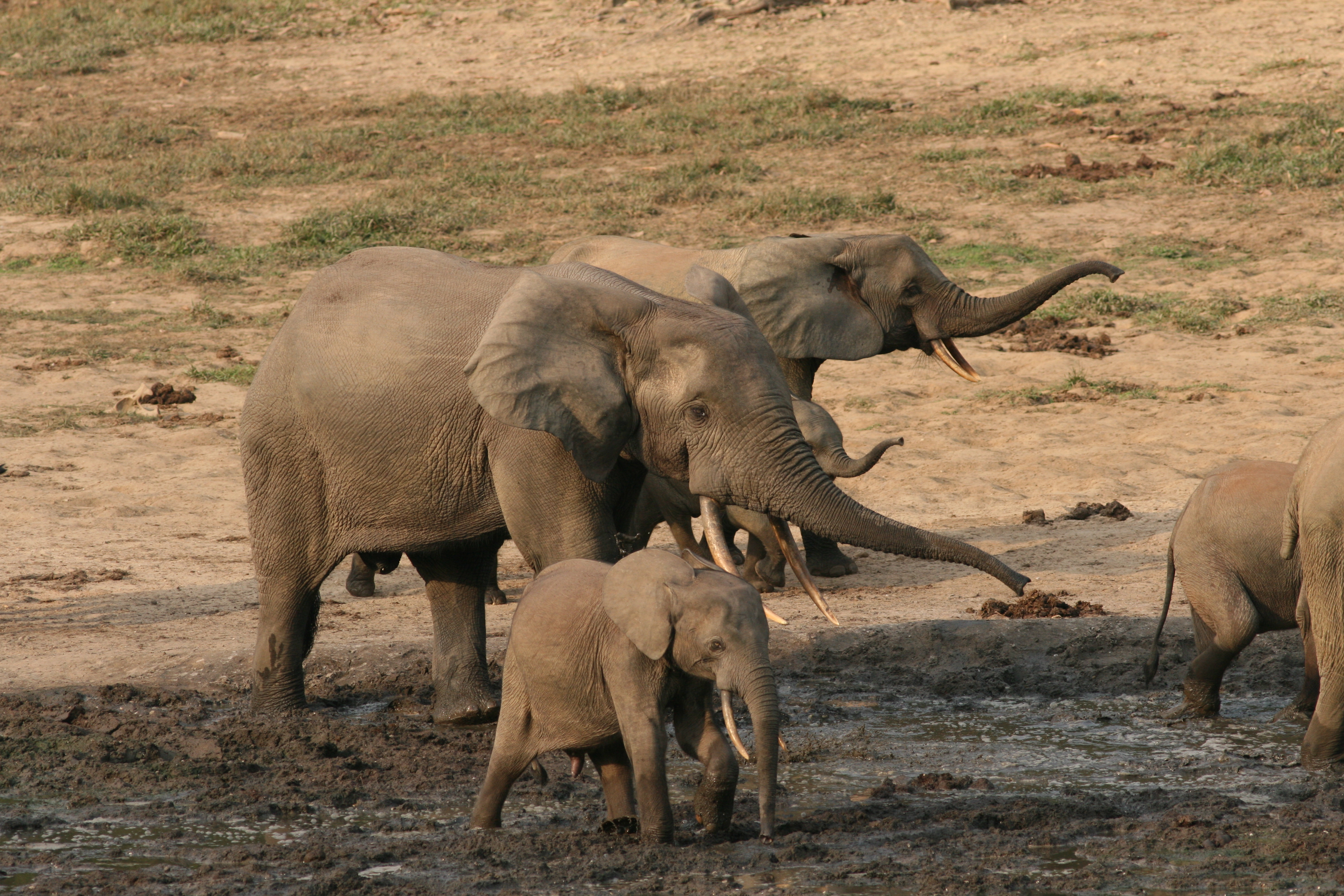
Groupe d'éléphants de forêt d'Afrique (Loxodonta cyclotis).

La Côte d'Ivoire a, historiquement, abrité l'une des plus importantes populations d'éléphants d'Afrique dans l'ouest du continent,,. Leur nombre est difficile à estimer avant la colonisation européenne, mais sur la base de la structure de la végétation ivoirienne et des précipitations, il est « extrêmement important », soit entre 165 000 et 300 000 têtes selon Frauke Fischer.
Lors de la colonisation de la Côte d'Ivoire, le nombre d'éléphants était encore vraisemblablement très élevé, d'où le nom donné au pays par les colons français, Côte d'Ivoire, en référence à leur ivoire,. Jusqu'au début des années 1960, l'éléphant semble présent partout dans le pays grâce à ses vastes étendues de forêt, à l'exception de la zone urbaine d'Abidjan. Il en a cependant été sévèrement chassé.
La Côte d'Ivoire est l'un des principaux pays actifs dans le commerce de l'ivoire avant le bannissement international de 1989,,. La chasse, les guerres coloniales et la destruction de la forêt tropicale entraînent un très important déclin des éléphants tout au long du XXe siècle,, une situation qui se retrouve dans toute l'Afrique de l'Ouest. L'éléphant de savane souffre davantage du commerce de l'ivoire, tandis que l'éléphant de forêt subit davantage la destruction de son habitat.

### Des années 1960 aux années 1980
Dans les années 1960, il reste environ 100 000 individus, toutes espèces d'éléphants confondues. Le développement de l'agriculture fragmente petit à petit les écosystèmes forestiers. Alors que les éléphants de savane étaient présents partout dans le nord du pays jusque dans les années 1950, ils sont peu à peu repoussés dans la seule région du fleuve Comoé.
Le 20 février 1974, l'Ordre no 003 instaure une interdiction totale de chasse des animaux sauvages ivoiriens, à l'exception de l'abattage des éléphants problématiques pour les populations locales. Cette consigne est largement ignorée, les éléphants étant tués en grand nombre. Les éléphants de forêt ivoiriens sont souvent braconnés durant les années 1980, ce braconnage restant intense jusque vers 1990 dans la forêt de Bossématié.
Entre 1978 et 1980, la densité d'éléphants dans la forêt de Taï est estimée à 0,23 par km². C'est la région du pays comptant le plus d'éléphants, soit entre 1 000 et 1 500 en 1980. Le parc national d'Azagny compte entre 50 et 80 éléphants cette même année.
En 1984, une mission d'assistance technique allemande auprès du ministère ivoirien des Eaux et Forêts permet de dénombrer des éléphants dans 50 des 163 sous-préfectures ivoiriennes, soit 35 à 40 sous-populations isolées les unes des autres. Le nombre d'éléphants de savane est inférieur ou égal à 1 790, et celui des éléphants de forêt est estimé à 3 050. Les auteurs estiment que chaque année, 90 éléphants sont abattus légalement et 300 illégalement, conduisant à une diminution rapide des effectifs.

### Des années 1990 à nos jours
En 1990, selon le ministère des Eaux et Forêts, seulement 1 100 individus sont recensés à travers tout le pays. La population d'éléphants de la forêt de Bossématié, étudiée entre 1993 et 1994, fuit les activités humaines ainsi que les plantations de cacao et de coco.
En 1997, la Côte d'Ivoire bannit officiellement le commerce de l'ivoire via le décret no 97-130, qui régule la vente, la circulation et le déplacement des stocks d'ivoire. L'année suivante, le pays fournit les chiffres suivants à l'occasion du recensement de son stock d'ivoire. Deux cent vingt-quatre (224) propriétaires d'ivoire sont recensés, dont quatre organismes publics, 174 propriétaires privés et 46 commerçants ; 3 664 objets en ivoire sont enregistrés, pour un poids total de 7 110,7 kg, dont 65 appartenant à des organismes publics, 2 181 à des propriétaires privés et 1 418 à des commerçants. Le coup d'État militaire de décembre 1999 entraîne une baisse de la fréquentation touristique et donc des ventes de l'ivoire, devenu illégal. Le décret 97-130 reste peu appliqué dans les faits en 2002, avec de sérieux soupçons de corruption des autorités de contrôle dans les aéroports.
Au début des années 2000, alors qu'il reste environ 500 éléphants dans tout le pays, le braconnage de ces espèces pour l'ivoire est devenu rare, bien qu'il persiste. Entre 2000 et 2020, le déclin des populations d'éléphants de forêt d'Afrique est estimé à 90 %. En corrélation, le taux de déforestation de la Côte d'Ivoire est le plus élevé de tous les pays d'Afrique subsaharienne ; entre 2000 et 2020, le pays a perdu plus de 80 % de sa couverture forestière. En forêt de Bossématié, ce sont essentiellement des facteurs anthropiques qui causent le déclin des éléphants :

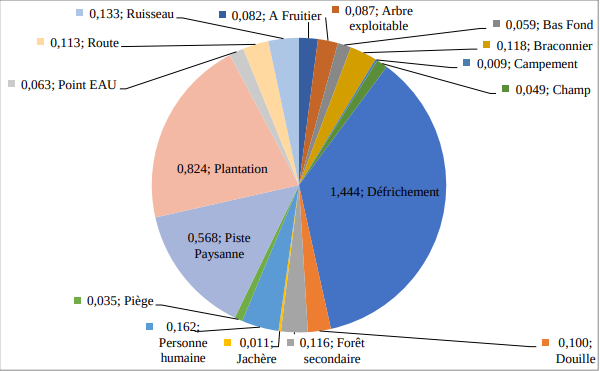
Indices kilométriques d'abondance des facteurs susceptibles d'influencer la population d'éléphants de la forêt de Bossématié, 2021.

Typiquement, la déforestation a créé « une mosaïque de forêts dégradées avec peu de grands arbres fruitiers et de nombreuses clairières au sol nu ». En parallèle, plus de la moitié des aires protégées de la Côte d'Ivoire ont été converties en plantations ou en zones d'habitation.

#### Extinction de la population d'éléphants de la Marahoué

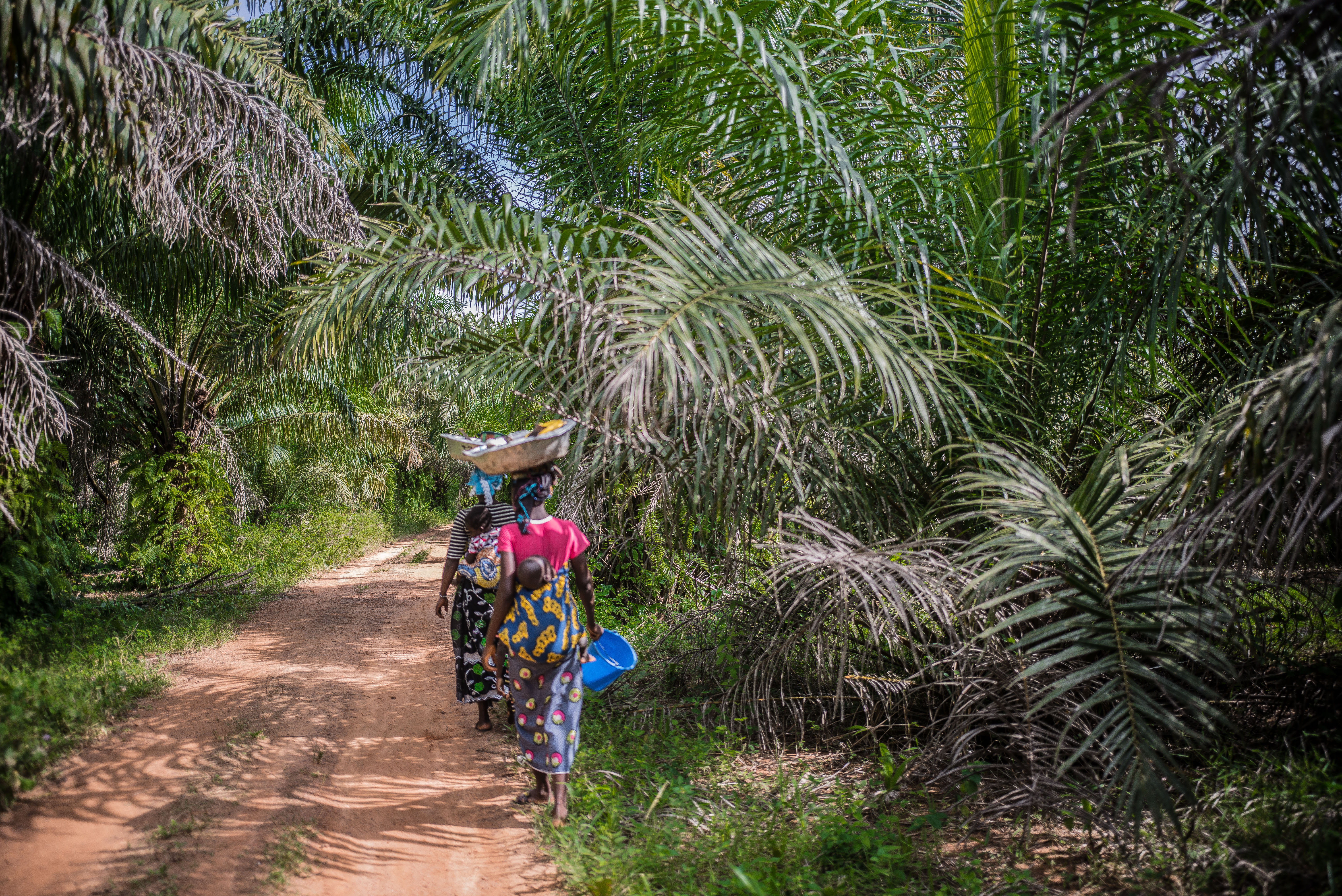
Biotope des environs de Daloa.

En 1978, le parc national de la Marahoué compte entre 100 et 150 éléphants, cependant menacés par « les plantations frauduleuses, l'exploitation forestière illégale, le déclassement de parties du parc et le braconnage incessant »,. La Marahoué a perdu 80 % de son couvert forestier entre les années 1980 et 2014, ce qui a poussé les éléphants à se réfugier près de Daloa. Six animaux sont relocalisés dans le parc national d'Azagny lors d'une opération de transfert coûteuse et risquée, à la demande du gouvernement ivoirien en janvier 2014,.
Deux éléphants meurent durant ce processus, les quatre survivants ne restant pas longtemps dans ce parc.

#### Extinction de la population d'éléphants du Haut-Sassandra

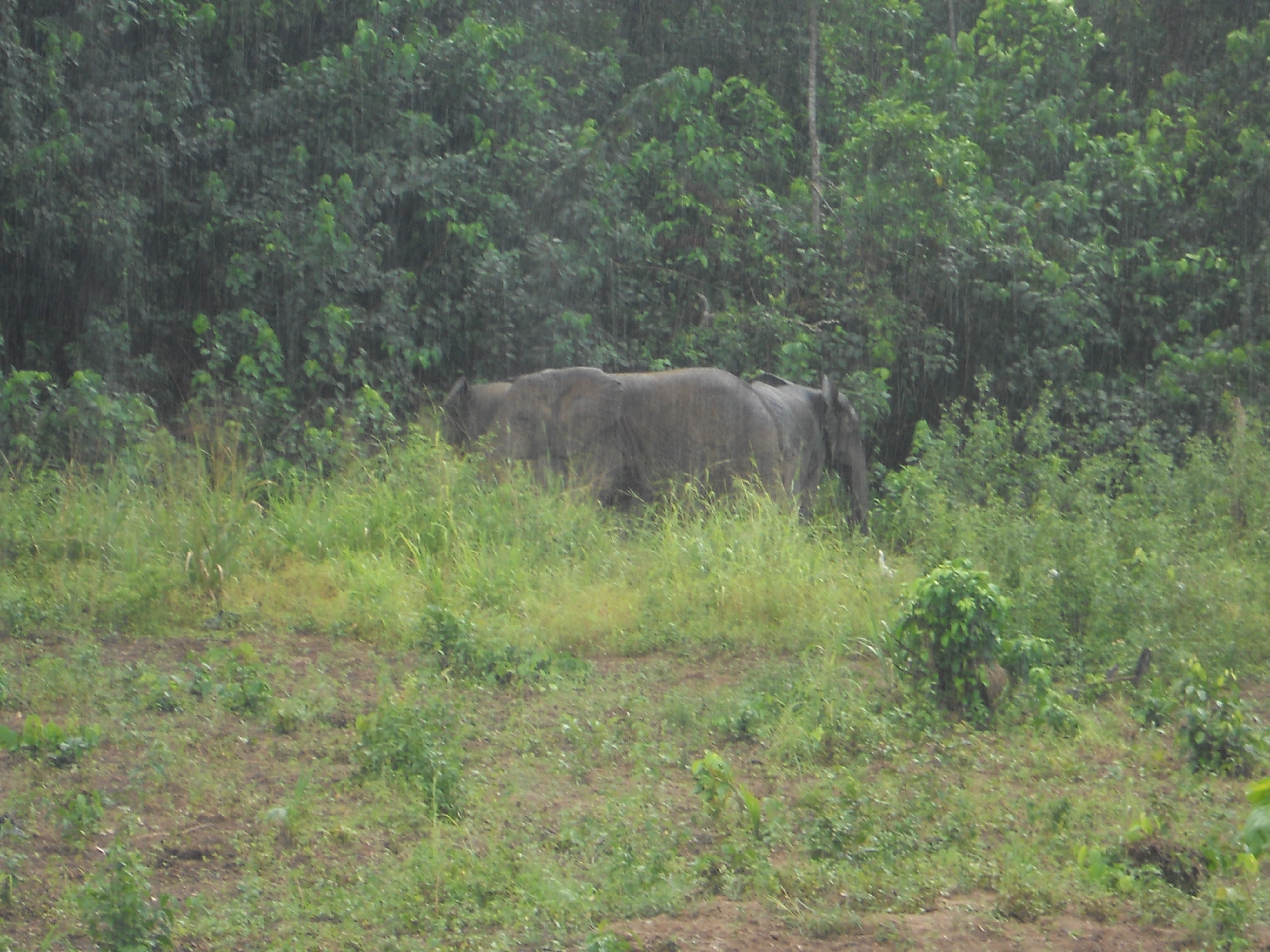
Groupe d'éléphants de forêt près de Sassandra, en Côte d'Ivoire, photographiés en 2014.

La forêt classée du Haut-Sassandra est une forêt équatoriale d'une superficie de 1 024 km2 en 2003. Elle héberge une population estimée à une trentaine d'éléphants vers 2002, source de conflits avec les humains. Les migrations de cette population sont étudiées entre 1994 et 1996. Ces éléphants sont très souvent signalés en maraude dans le domaine rural près du nord de la forêt, pendant la saison sèche. Ils appartiennent à l'espèce de forêt.
D'après les témoignages oraux, ces éléphants migraient autrefois de la forêt du Haut-Sassandra vers la forêt classée de Séguéla, mais la création de plantations le long de leur route de migration les a empêchés d'atteindre Séguéla. Ils vivent alors en saison sèche dans le nord du Haut-Sassandra où ils bénéficient d'une abondance de fruits, et migrent en saison des pluies vers le sud. La destruction de leur habitat favorise l'abattage ou la fuite de ces animaux. Soulemane Ouattara relève des traces de braconnage dans toute la forêt (présence de douilles), et plus particulièrement autour des plantations ; il note également des preuves de siège des éléphants autour de leurs points d'eau. Par ailleurs, les éléphants ont abandonné la partie nord-est de la forêt, où les activités de coupe du bois et les bruits de moteurs dérangent la faune. L'exploitation des essences de bois commercialisables, corrélée à la destruction d'autres essences, a entraîné une réduction de leurs ressources alimentaires.
Les pachydermes sont vraisemblablement attirés par l'abondance des fruits à la fin de la saison sèche, et fuient la pression anthropique. L'exploitation de la forêt ne leur laisse plus assez de fruits pour se nourrir, expliquant leurs maraudes dans le domaine rural. La forêt classée du haut-Sassandra a perdu près de 80 % de sa superficie entre 2001 et 2013, devenant une mosaïque jachères-cultures. Selon Charles Yao Sangne et son équipe, « à la faveur de la guerre l’occupation clandestine a entamé la quasi-totalité des surfaces forestières de cette aire protégée et avec elles, toutes les populations animales et végétales qu’elle abritait ». En 2020, la population d'éléphants du Haut-Sassandra est considérée comme éteinte, après de derniers signalements de présence autour de Daloa.

## Effectifs actuels d'éléphants ivoiriens
Les éléphants ivoiriens sont désormais essentiellement confinés dans les parcs nationaux, aires protégées et forêts classées,,, à très faibles effectifs dispersés. L'espèce est localement en danger critique d'extinction (2020),. Ils disparaissent sous l'effet conjugué du braconnage, de la destruction des forêts au profit des plantations, et de l'installation d'habitations humaines.
En 2021, le ministre ivoirien des Eaux et Forêts signale qu'il reste moins de 500 éléphants dans le pays. Ces animaux sont devenus très farouches envers l'être humain à cause du braconnage. Les éléphants (toutes espèces confondues) restent présents dans le parc national de Taï, le parc national du Mont Péko et la forêt de Bossématié, pour l'espèce de forêt, et dans le parc national de la Comoé pour l’éléphant de savane.
Un inventaire faunique publié en 2023 permet de conclure que « les deux espèces d’éléphants sont en danger critique et très isolées au sein de territoires sans connexion », mais sans permettre d'estimation des effectifs restants.
| Carte du sud de la Côte d'Ivoire.                                                                               |
| Estimation des populations d'éléphants de forêt d'Afrique subsistantes dans le sud de la Côte d'Ivoire en 2020. |

| Carte de la Côte d'Ivoire.                                                                                        |
| Estimation des populations d'éléphants de toutes espèces subsistantes dans l'ensemble de la Côte d'Ivoire en 2023 |

| Carte de la Côte d'Ivoire.                                                  |
| Aptitude du territoire ivoirien à héberger une population d'éléphants, 2023 |

Les chercheurs ivoiriens de l'Université Félix Houphouët-Boigny d’Abidjan-Cocody qui ont étudié 26 aires protégées de la Côte d'Ivoire entre 2011 et 2017 donnent un chiffre de 225 éléphants de forêt d'Afrique subsistants dans les aires protégées du sud du pays en 2020,,. La survie des quatre populations d'éléphants de forêt d'Afrique attestées est incertaine, ces populations étant isolées les unes des autres. La création d'un corridor biologique, avec l'aide et la participation des populations locales, a été préconisée.

« Les éléphants de forêt seront éteints en Côte d'Ivoire si des actions immédiates ne sont pas mises en œuvre pour sauvegarder la population restante. »

— Jean-Louis Kouakou, Sery Gonedelé Bi, Eloi Anderson Bitty, Célestin Kouakou, Alphonse Kouassi Yao, Benoît Kouadio Kasse et Soulemane Ouattara
La présence de cette espèce est corrélée à la densité de la population humaine : plus la population humaine est importante et moins les éléphants de forêt sont présents. Une autre corrélation existe entre le niveau de protection de l'aire protégée et la présence de l'éléphant : plus la protection est importante, et plus l'espèce peut subsister. De toutes petites populations d'éléphants de forêt subsistent hors d'aires protégées, sans le couvert dense de la végétation. En 2022, trois éléphants sont découverts dans la forêt classée de la Davo.

### Population d'éléphants du parc national de Taï

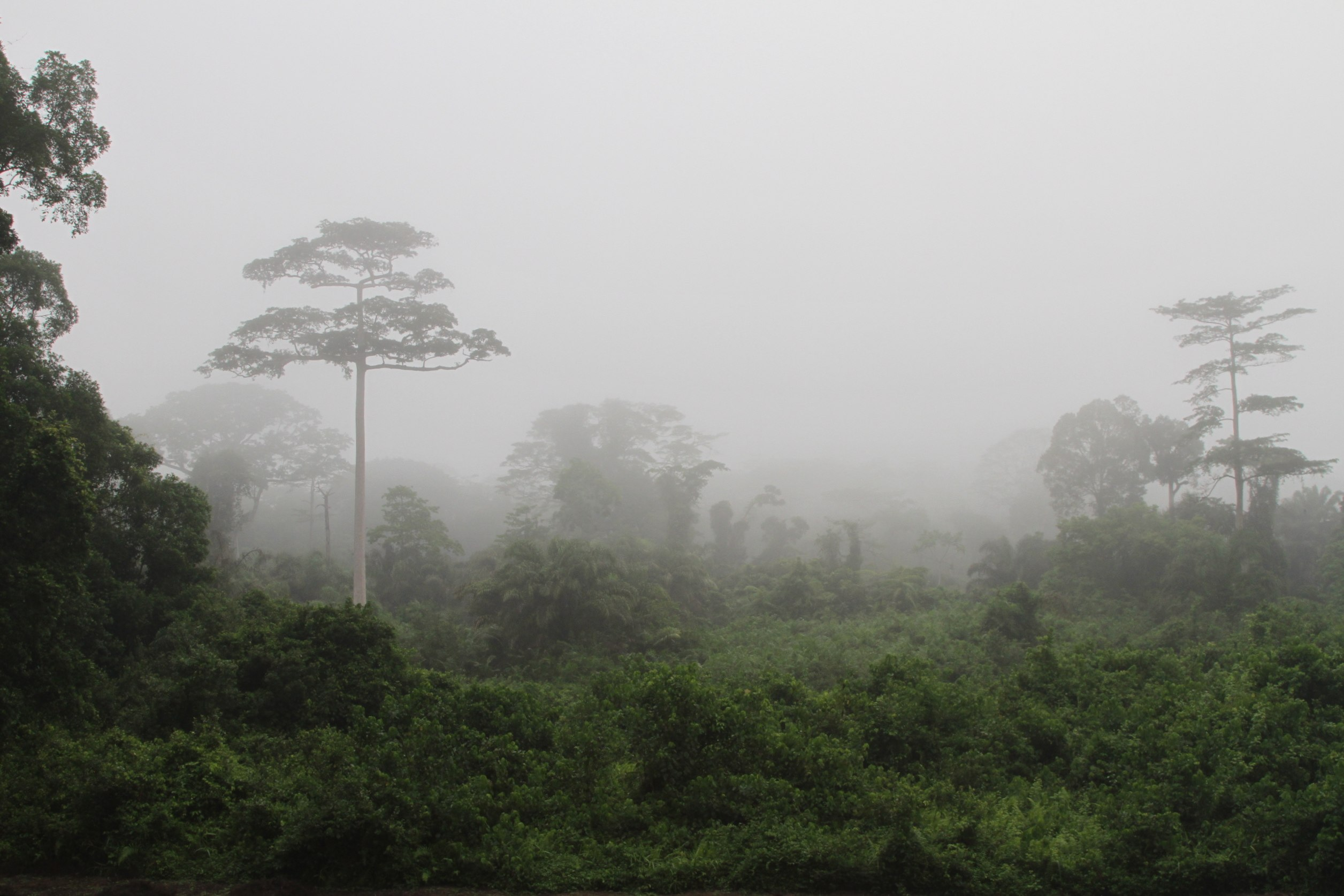
Biotope du parc national de Taï.

La principale population d'éléphants de la Côte d'Ivoire se trouve dans le parc national de Taï, qui est l'un des parcs les mieux préservés et protégés de sa sous-région, ainsi que l'un des derniers vestiges de la forêt primaire ombrophile d'Afrique de l'Ouest.
D'après les informations fournies par des pièges photographiques en 2019, les éléphants de forêt sont surtout présents dans le sud du parc, avec quelques présences près de sa frontière occidentale. La faible densité de population humaine et l'absence de grande ville aux abords de cette zone du parc semblent expliquer cette répartition. L'hypothèse de Malé Roger Kely et de ses collègues chercheurs serait que la présence de populations humaines denses aux abords du parc national entraîne une pression sur les autres zones du parc.
Les éléphants de Taï peuvent être actifs à n'importe quelle heure de la journée, cependant les groupes semblent un peu plus actifs durant la nuit, et les éléphants solitaires pendant le jour. Les individus solitaires sont vraisemblablement des mâles, tandis que les groupes comptent des femelles et leurs descendants, dans une structure sociale matriarcale. Il est possible que l'activité plus importante des groupes d'éléphants durant la nuit résulte d'une adaptation à la pression du braconnage.

### Population d'éléphants de la réserve naturelle de Bossématié

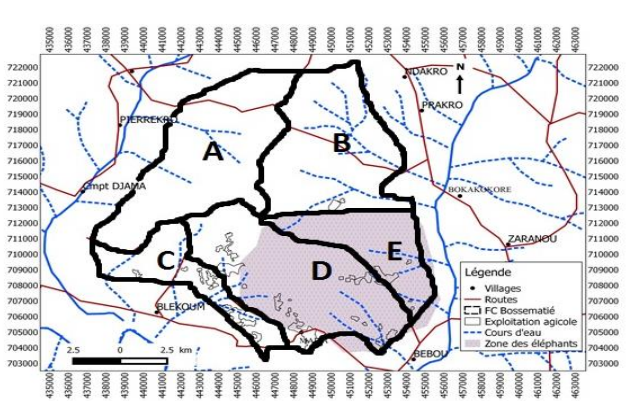
Répartition des éléphants en forêt de Bossématié, 2017.

Il reste aussi une population résiduelle en forêt de Bossématié, estimée à 16 éléphants lors d'une étude en 2017, pour au moins 28 individus en début de saison sèche ; cette population se déplace dans toute la forêt. Elle est restée relativement stable sur 22 ans de suivi, malgré une légère baisse. Cependant, cette population n'est génétiquement pas viable, courant un fort risque de consanguinité. Pour le résoudre, Soulemane Ouattara et les chercheurs de son équipe préconisent la création d'un corridor biologique entre la population de Bossémiaté et d'autres populations d'éléphants subsistantes dans des réserves voisines, comme la forêt classée de Diamarakro et d'autres forêts au Ghana.
Le braconnage de cette population se poursuivait dans toute la forêt en 2017, comme le démontrent des observations de braconniers, de pièges et de douilles ; la forêt reste également menacée par le défrichement, les plantations et la création de pistes paysannes. Les locaux signalent environ un abattage d'éléphant par trimestre.
Une autre source de préoccupation réside dans le tarissement saisonnier des points d'eau et ruisseaux de la forêt, obligeant les éléphants à se déplacer vers la Bossématié et le Manzan à l’est, à un ou deux kilomètres du couvert de la forêt. La forêt est érigée en réserve naturelle en 2022, ce qui n'empêche pas des cultures illégales du cacao d'y perdurer. L'objectif du gouvernement ivoirien est de faire de ce lieu un « pôle attractif et résilient aux effets du changement climatique » grâce à la présence de l'une des dernières populations d'éléphants de forêts dans le sud-est du pays.

## Rôle écologique des éléphants ivoiriens
Le rôle écologique des éléphants ivoiriens repose sur leur processus de digestion et de défécation, qui permet de disséminer des graines (diaspore), et de créer des refuges pour des espèces coprophiles. La disparition de l'éléphant accélère le réchauffement climatique, via une perte d'environ 7 % des capacités de stockage de carbone des forêts ombrophiles,.
L'analyse de l'alimentation des éléphants dans le Parc national d'Azagny montre que 282 espèces végétales sont consommées, principalement les Apocynaceae, les Euphorbiaceae et les Rubiaceae. Aframomum melegueta, Aframomum sceptrum, Sacoglottis gabonensis, Echinochloa pyramidalis et Albizia adianthifolia sont les espèces les plus consommées dans ce parc, surtout les feuilles et les fruits.

### Dispersion de graines

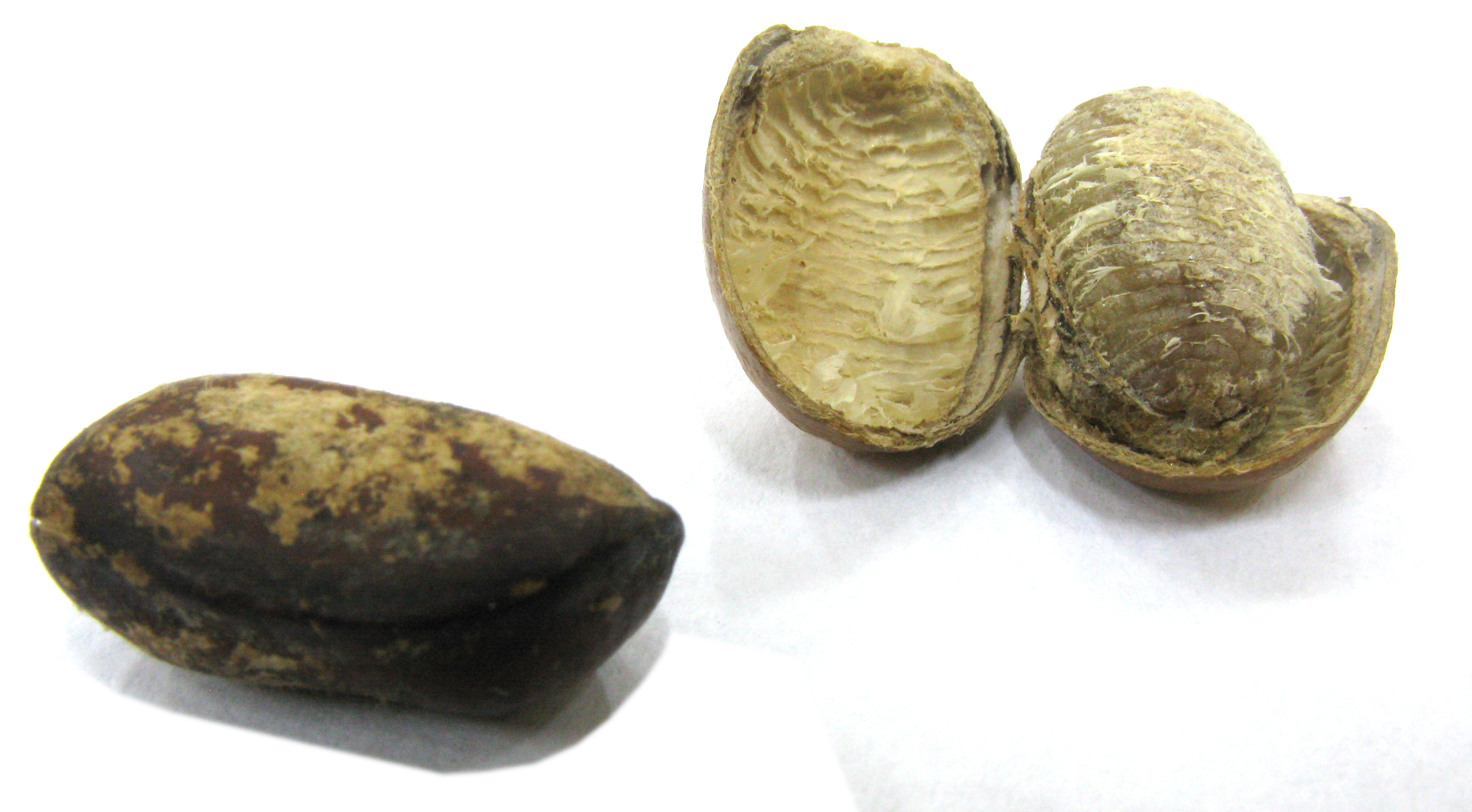
Graines de Monodora myristica.

Le rôle de disperseur de graines joué par les éléphants ivoiriens a été remarqué dès 1958 par M. Aubréville, puis étudié par d'autres scientifiques,. Sa mastication faible et sa digestion incomplète permettent en effet à de nombreuses graines de traverser l'entièreté de son système digestif sans dommages. Ce rôle est considéré comme « irremplaçable ».
Ch. Huttel semble corroborer l'hypothèse d'un rôle favorable de l'éléphant pour favoriser la pousse des grands arbres de la forêt tropicale ivoirienne, en étudiant la végétation de la forêt du Banco, dont l'éléphant a disparu dès la fin du XIXe siècle. D'autres chercheurs ont depuis confirmé ce rôle joué par les éléphants dans la régénération forestière,. La disparition de l'éléphant mettrait en péril la régénération de certaines espèces végétales, en outre, la préservation de l'espèce des éléphants de forêt a pour conséquence de ralentir la déforestation.
Les éléphants de la forêt de Taï disséminent les graines des fruits qu'ils consomment ; en effet, leur régime alimentaire dans cette zone est majoritairement frugivore.

« La place de l'éléphant dans l'écosystème forestier de Taï est très importante. Loin d'être un destructeur comme il peut l'être ailleurs, il permet la dissémination des graines des espèces de la voûte et favorise leur régénération. Il est un facteur essentiel de l'équilibre de cette forêt primaire et sa présence dans un tel milieu doit être préservée. »

— Daniel-Yves Alexandre
Sur les 71 espèces végétales répertoriées dans la forêt humide de Taï en 1978, 21 ont des graines disséminées par les éléphants. La plupart sont de très grands arbres. 37 espèces d'arbres ivoiriens trouvées à Taï sont capables de germer dans les excréments d'éléphant : Piptostigma fasciculatum, Monodora myristica, Annickia polycarpa, Parinari excelsa, Parinari sp., Acioa sp., Hirtella butayei, Samanea dinklagei, Tetrapleura chevalieri, Tetrapleura tetraptera, Dialium polyanthum, Dialium dinklagei, Detarium senegalense, Bobgunnia fistuloides, Panda oleosa, Sacoglottis gabonensis, Uapaca esculenta, Uapaca guineensis, Ricinodendron africanum, Afraegle paniculata, Irvingia gabonesis, Klainedoxa gabonensis, Canarium schweinfurthii, Dacryodes klaineana, Pancovia turbinata, Duboscia viridiflora, Pentadesma butyracea, Mammea africana, Garcinia kola, Inhambanella guereensis, Tieghemella heckelii, Endotricha taïensis, Chrysophyllum taïense, Chrysophyllum le-testuanum, Omphalocarpum sp., Picralima nitida et Massularia acuminata ; on trouve aussi des espèces non-arborées disséminées, telles que Strychnos spinosa, Costus afer, Grewia sp. et Adenia lobata. Pour 30 de ces espèces, l'éléphant est le seul disséminateur de graines identifié. Ces graines germent rapidement, en une quinzaine de jours.
Le passage par le transit digestif de l'éléphant est particulièrement bénéfique aux espèces Ivingia gabonensis, Balanites wilsoniana, Samanea dinklagei et Massularia acuminata,. Parmi toutes ces espèces, c'est Massularia acuminata qui est la plus remarquable de par sa présence constante dans les excréments d'éléphant. Parinari holstii et Sacoglottis gabonensis le sont également en raison du grand volume de graines retrouvé.
Les éléphants de Bossématié ont une préférence pour les espèces sciaphiles, et sont capables de disséminer des graines sur un rayon de 5  à 12 km ; au moins 66 espèces de Bossématié sont ainsi disséminées par les éléphants (soit plus de 10 %  des spermatophytes de cette forêt).

### Refuge pour invertébrés coprophiles

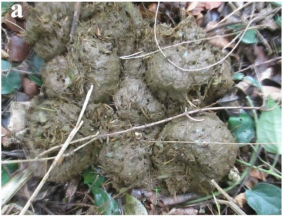
Bouse d'éléphant fraîche en forêt de Bossématié.

Une haute densité d'éléphant a vraisemblablement un effet positif sur la biodiversité des insectes.
Les excréments des éléphants attirent en effet de nombreuses espèces d'invertébrés ; d'après l'étude de ceux de la forêt de Bossématié, 19 espèces de Scarabéidés et d'Hydrophilidés, et 9 espèces d'Histeridés y ont été retrouvées. Les Hydrophilidés colonisent les excréments frais et disparaissent rapidement lorsqu'ils commencent à sécher. Les Scarabéidés sont surtout présents dans les excréments vieux de 12 à 40 heures. Les Histeridés sont surtout présents après 10 heures. Les nymphes de Blattoptères et les acariens arrivent plus tard. Les Scarabéidés sont surtout présents par temps ensoleillé ; ils pourraient avoir un effet bénéfique sur la germination des graines, dans la mesure où les autres espèces susceptibles de se nourrir de graines préfèrent le climat humide.

## Relations entre la population humaine de Côte d'Ivoire et les éléphants

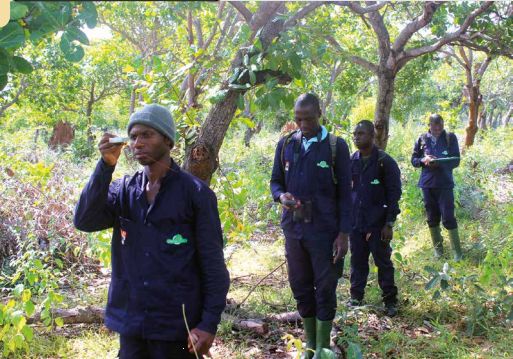
Groupe d'agents de l'Office ivoirien des Parcs et Réserves pendant un inventaire de faune en 2022.

Dans un contexte où l'Afrique de l'Ouest a la plus grande densité de population humaine du continent et où l'éléphant a besoin d'un domaine vital vaste, les activités humaines influencent négativement la population d'éléphants. La pression anthropique sur les terres entraîne en effet une dégradation des forêts. Les écosystèmes sont fragmentés, entraînant la perte du domaine vital de l'éléphant et l'intensification de son braconnage.
Une enquête de France Nature Environnement publiée en 2018 souligne une relation directe entre la culture du cacaoyer en Côte d'Ivoire (donc la consommation de chocolat) et la disparition des éléphants, dans la mesure où de vastes surfaces de forêt tropicale ont été rasées au profit de ces cultures. Kouakou et al. imputent le même effet aux installations des plantations de coco.
La protection des aires protégées et des forêts classées contre la pression anthropique est primordiale pour assurer la survie des éléphants ivoiriens. Depuis 2018, la Côte d'Ivoire finance une Armée verte vouée, entre autres, à la lutte contre la déforestation et le braconnage dans les aires protégées. Aussi appelée Brigade spéciale de surveillance et d'Intervention (BSSI), elle est composée en 2020 de 650 soldats.

### Conflits humains-éléphants
Les éléphants se déplacent à la recherche d'eau et de nourriture. La quantité de végétaux consommée par jour et par éléphant va de 120 à 150 kg.
Il existe des conflits entre la population humaine établie près des forêts classées et parcs nationaux et les éléphants, qui en raison du manque d'espace et de sources d'alimentation, détruisent des cultures en leur causant de nombreux dégâts,,. Ce phénomène, qui a augmenté en fréquence au début du XXIe siècle, est déplorable pour les paysans en particulier, car il les expose à des périodes de disette et à la pauvreté. C'est aussi un problème majeur pour la conservation de l'éléphant. Lorsqu'ils sortent des réserves et endommagent des cultures et des biens, en l'absence d'indemnisation des destructions par le gouvernement ivoirien, les habitants locaux font généralement appel à un braconnier. Le nombre d'éléphants abattus en Côte d'Ivoire du fait de ces conflits est estimé à 286 entre 1995 et 2002.

« Partout où on rencontre les cultures et les éléphants dans le même espace, il y a toujours conflits entre les hommes et les éléphants »

— Cyril Joseph Atta et ses collègues
Autour de la réserve de Bossématié, les éléphants se déplacent régulièrement à la recherche de points d'eau vers le village de Bébou, en entrant dans les plantations pour y consommer des cabosses de cacao, des mangues, de la banane et des tubercules, les conflits avec les populations humaines entraînant des abattages illicites.

#### Djouroutou 1995-2005
Les incursions d'éléphants de Taï dans la région de Djouroutou sont signalées depuis 1995. Cette même année, des agents ivoiriens des eaux et forêts mènent une opération de dissuasion fructueuse, les éléphants ne revenant plus pendant trois ans. Les méthodes de répulsion traditionnelles (fumée et feu, construction de clôtures ou pose d'un épouvantail) sont jugées efficaces, mais coûteuses en terme d'efforts.
De nouvelles incursions sont documentées en 1999, puis entre 2002 et 2005. Elles s'expliquent par les conséquences du coup d'état de 1999, qui ont entraîné une démobilisation des agents des eaux et forêts, et par un abandon de certaines plantations. Le retour de cultivateurs et de leurs efforts de protection des cultures en 2005 coïncide avec la fuite des éléphants.
La population humaine locale Krou a par ailleurs une forte démographie.

#### Sikensi 2014
En août et septembre 2014, une enquête est menée sur les conflits humain-éléphant à Sikensi. Des éléphants ont été déplacés depuis la région de Daloa vers le parc national d'Azagny en janvier 2014, mais ils se sont ensuite échappés de ce parc. Ils se déplacent dans la région de l’Agnéby-Tiassa, et plus précisément dans le département de Sikensi, près des villages de Bakanou A et Bakanou B. La maraude des éléphants est à l'origine du conflit, les dégâts causés aux cultures étant source de colère pour de nombreux paysans.
Les animaux concernés sont morphologiquement des éléphants de savane, Loxodonta africana africana.
Les plantations détruites sont principalement l'hévéa et le cacao, mais aussi le maïs, l'igname, la banane plantain, le riz et le manioc. Les éléphants ont surtout consommé et détruit ces cultures pendant leur stade de maturation.
Le coût économique des dégâts est estimé à 34 000 Francs CFA pour le cacao, 225 000 FCFA pour l'hévéa, et plus de 60 000 FCFA chacun pour l'igname et la banane plantain. Au total, les dégâts constatés sur 372 hectares de cultures sont chiffrés à 48 521 666,66 FCFA.

#### Abokouamékro 1999-2017

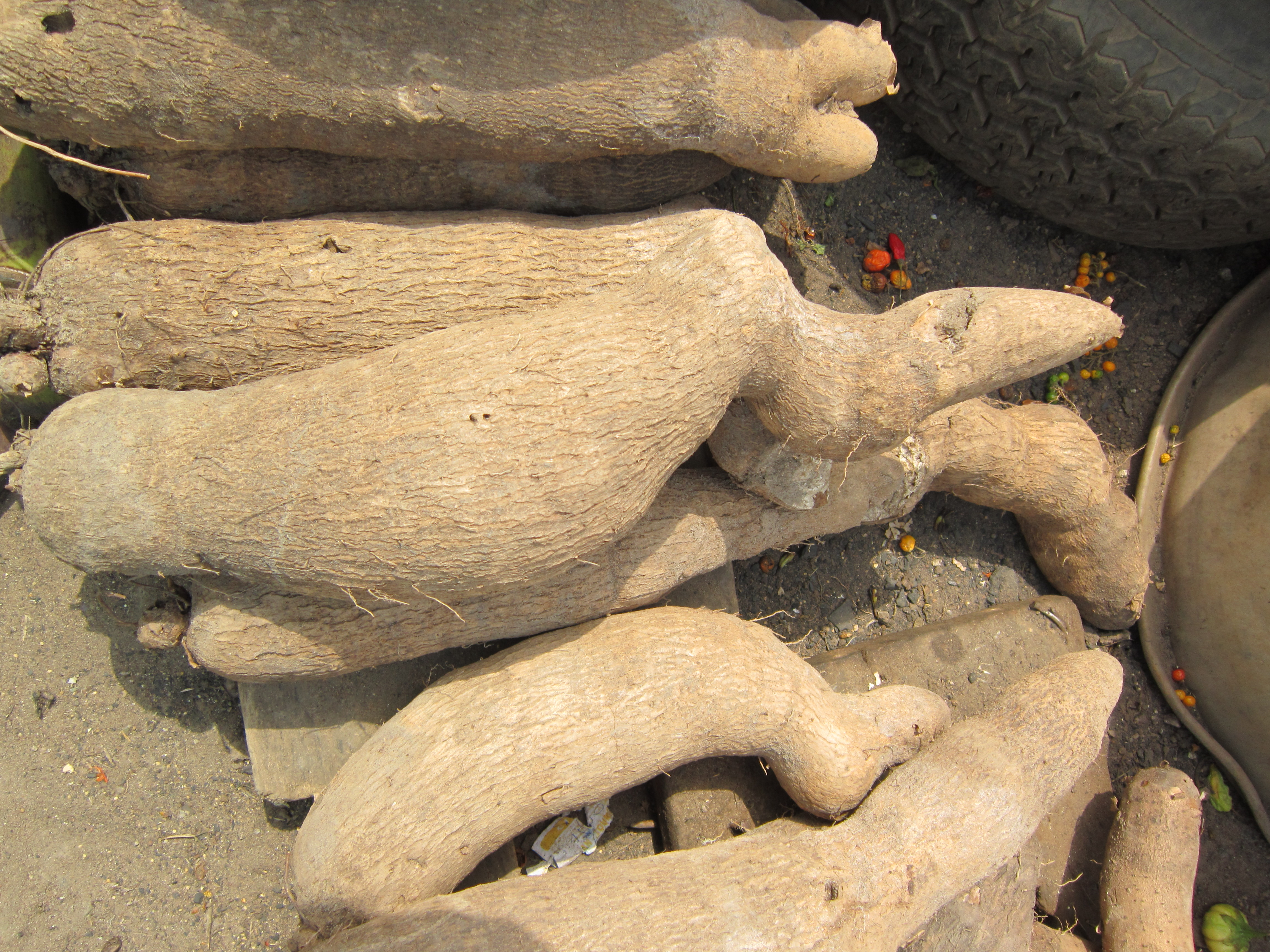
Des ignames, un légume-racine faisant partie de l'alimentation de base en Côte d'Ivoire.

En 2002, la clôture de la réserve d'Abokouamékro (7 230 hectares) est totalement détruite par des riverains, ce qui permet à des éléphants de se déplacer dans le domaine rural. Ces animaux, vraisemblablement à la recherche de sources d'abreuvement et de nourriture en raison de la pression anthropique sur leur réserve, entrent alors en concurrence et en conflit avec la population humaine. Le conflit dure au moins jusqu'en 2017, date à laquelle une étude est menée à ce sujet. Par ailleurs, l'agriculture est la principale source de subsistance des habitants.
Des cultures, principalement des cultures vivrières d'igname, ont été détruites. Les dégâts concernent des plantations de cacao, d'anacarde, de taro, de maïs, de manioc et de banane plantain. Le coût économique des dégâts est estimé à 173 008 400 FCFA pour les cultures vivrières et 32 933 200 FCFA pour les cultures industrielles. Les éléphants ont aussi maraudé, et quelques cas d'agression sur des personnes sont signalés. Pour se défendre, les habitants ont abattu au moins un éléphant.
Les dégâts les plus importants sont observés dans les villages de Pranouan, Yobouébo, Agnéré-Koffikro et Tokoré-Yaokro, entre 2014 et 2017. L'enquête a également montré l'inefficacité des tentatives de refoulement des éléphants, ce qui a conduit à préconiser la reconstruction d'une clôture autour de la réserve.

### Éléphants venant individuellement au contact des humains
Il existe des cas anecdotiques d'éléphants qui recherchent la proximité des lieux habités par des humains, afin d'y trouver de la nourriture.

#### Ahmed
Entre 2014 et 2020, l'éléphant ivoirien surnommé Ahmed ou Hamed, échappé de son troupeau en 2016, est venu régulièrement au contact de la population des environs de Guitry, mais ses attaques et destructions de véhicules ont conduit à le transférer,,. La chefferie de Guitry voit Ahmed comme un animal mystique dont le comportement est celui d'un homme ou d'un génie, voire un villageois qui aurait le don de se transformer en éléphant grâce à l’eau d’un canari (jarre) magique que quelqu'un a cassé. Capturé en septembre 2020, Ahmed est d'abord transféré au zoo d'Abidjan le 10 du mois,, puis envoyé au parc N’zi River Lodges dans la région de Bouaké ; il cause d'autres dégâts matériels en 2021 à Assandrékro, Bôbôsso et Yangakro, les habitants menaçant alors de le tuer si les autorités ivoiriennes ne le déplacent pas de nouveau. Le 18 août, le ministère ivoirien des eaux et forêts promet de le confiner dans la réserve de 20 hectares, après réparation de sa clôture électrique.

#### Logro
Logro (« le gros »), un autre éléphant solitaire, se rend régulièrement au village de Tchébloguhé (notamment en 2022), et y est localement devenu une « star »,. Si une partie des habitants de Tchébloguhé considèrent que Logro est la réincarnation d'un de leurs ancêtres, l'observateur et journaliste Corentin Bainier y voit un symptôme de la déforestation, le jeune éléphant n'ayant plus la possibilité de se nourrir dans son milieu naturel, l'obligeant à quémander dans ce village.
La mère de Logro a probablement été braconnée, ce qui en fait une cible potentielle pour d'autres braconniers.

### Lutte contre le commerce de l'ivoire

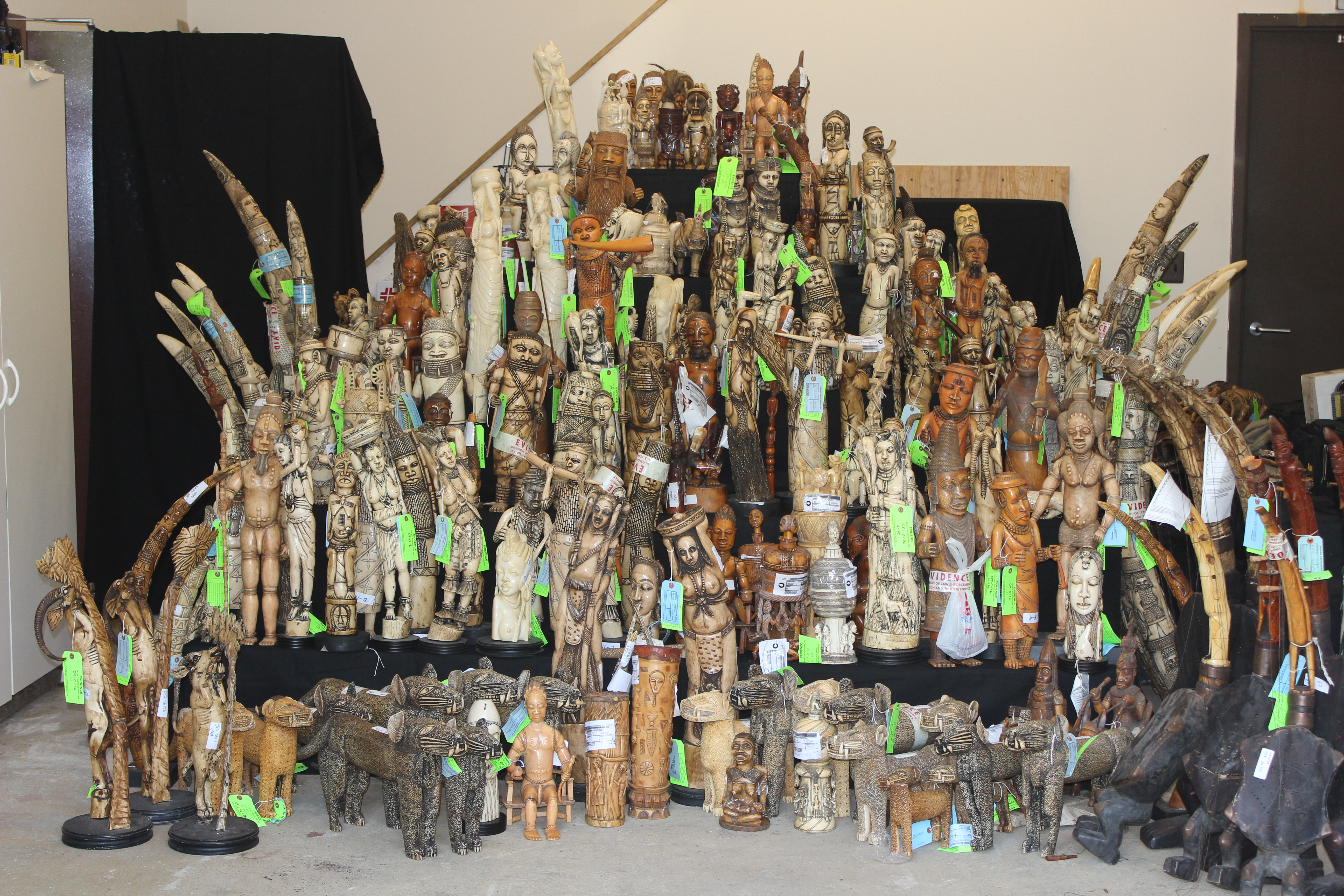
Palette d'objets en ivoire de différentes provenances, saisis avant d'être détruits.

La relation étroite entre le braconnage des éléphants et le commerce de l'ivoire est solidement établie. La Côte d'Ivoire fait partie des pays africains opposés à la légalisation du commerce de l'ivoire, qui est demandée par des pays d'Afrique australe. Cependant, d'après une enquête de la WWF publiée en 2003, il y a probablement davantage d'ivoire illégal en circulation que d'éléphants vivants en Afrique de l'Ouest,,.
En 1999, un sondage permet d'identifier Abidjan comme l'un des trois plus importants marchés du commerce illégal de l'ivoire en Afrique de l'Ouest. En 2002, aucun progrès n'a été réalisé dans la lutte contre ce trafic. L'analyse de dossiers de saisie d'ivoire de la CITES permet de désigner le Nigeria et la Côte d'Ivoire comme les deux pays d'Afrique de l'Ouest les plus fortement impliqués dans le commerce illicite de l'ivoire pendant la COP12. L'UICN identifie aussi en 2013 la Côte d'Ivoire comme l'un des « nouveaux points de sortie » du commerce illégal d'ivoire, la question de savoir s'il est devenu une plaque tournante de ce trafic étant posée en raison de l'augmentation des saisies après 2016.

#### Organisation du trafic d'ivoire

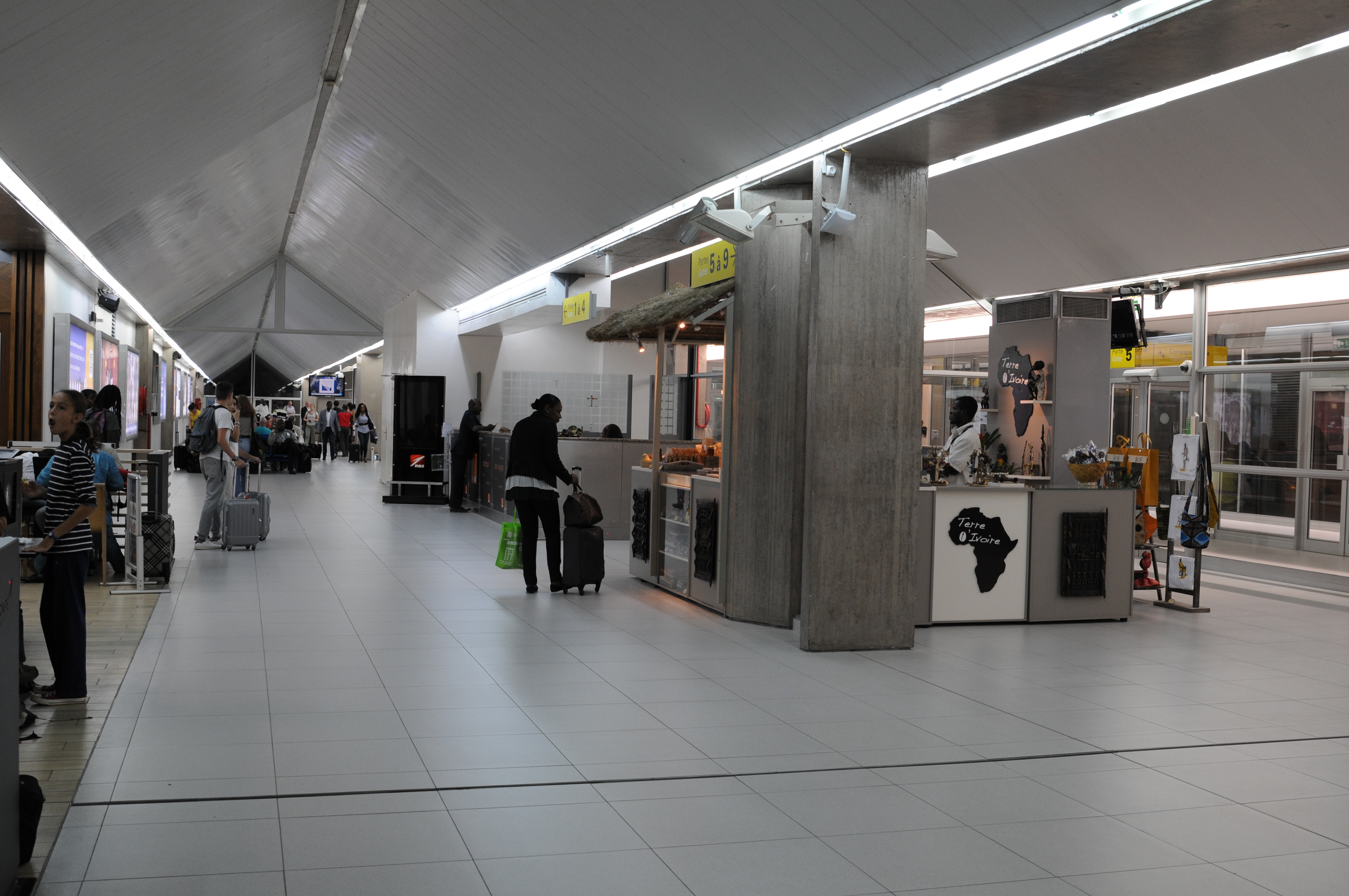
Des boutiques hors taxes à l'aéroport international Félix-Houphouët-Boigny en 2016.

En 2002, Abidjan et Grand-Bassam comptent au moins 68 lieux de vente d'ivoire, au moins 88 artisans qui travaillent cette matière dans 11 échoppes, et environ 1 554 kg d'ivoire en circulation. L'ivoire est trouvé dans des boutiques à Koumassi (environ 799 kg en 2002, ce qui en fait le principal lieu impliqué dans ce commerce illégal), au marché de Cocody (environ 604 kg), dans le centre d'artisanat local de la Zone 4 (environ 10,5 kg), dans les ateliers de Treichville (15 kg), dans les boutiques hors taxes de l'aéroport international Félix-Houphouët-Boigny, dans presque tous les grands hôtels, dans quelques lieux de revente sur le Plateau, au centre d'Abidjan, et à Grand-Bassam, particulièrement au village artisanal. Bon nombre de ces échoppes sont des affaires familiales. Les revendeurs d'Abidjan sont approvisionnés en ivoire illégal provenant du Congo, du Cameroun, du Gabon et de la République centrafricaine, l'ivoire issu du braconnage local étant rare. Avant décembre 2001, l'ivoire illégal transite notoirement par la compagnie Air Afrique, grâce à la complicité du personnel.
Le prix de vente d'une défense entière polie pesant plus de 45 kg est de 5 à 7 millions de FCFA, quand celui d'un bracelet varie entre 5 000 et 45 000 FCFA en fonction de son épaisseur et de la quantité d'ivoire qu'il contient. Il existe aussi des ateliers de transformation d'ivoire en dehors d'Abidjan, notamment à Korhogo. Avec la difficulté croissante à se procurer de la matière première, certains de ces ateliers se reconvertissent dans le travail du bois. Cela va aussi de pair avec une augmentation des prix de commercialisation de l'ivoire.
Les objets en ivoire sont achetés par des touristes et des expatriés, surtout Français ou plus largement Européens, mais aussi beaucoup d'Américains, des Chinois, des Japonais, et quelques businessmen locaux,. Il est difficile de retracer l'usage de ces achats : si les touristes européens et américains semblent le plus souvent acheter de l'ivoire pour leur usage personnel, les acheteurs asiatiques semblent en demande de défenses brutes qu'ils retravaillent ou revendent localement. Enfin, la Côte d'Ivoire fournit en 2002 environ un quart des objets en ivoire trouvés au Sénégal.
Cette situation a plusieurs explications : des moyens financiers et des effectifs insuffisants dévolus au contrôle du commerce de l'ivoire ; l'instabilité politique ; le fait que la chasse d'éléphants et le travail de l'ivoire aient historiquement fourni de nombreux emplois ; le manque de collaboration entre les organismes de contrôle ; des problèmes d'accès des organismes de contrôle jusqu'aux ports et à l'aéroport d'Abidjan.

#### Arrestations de trafiquants d'ivoire

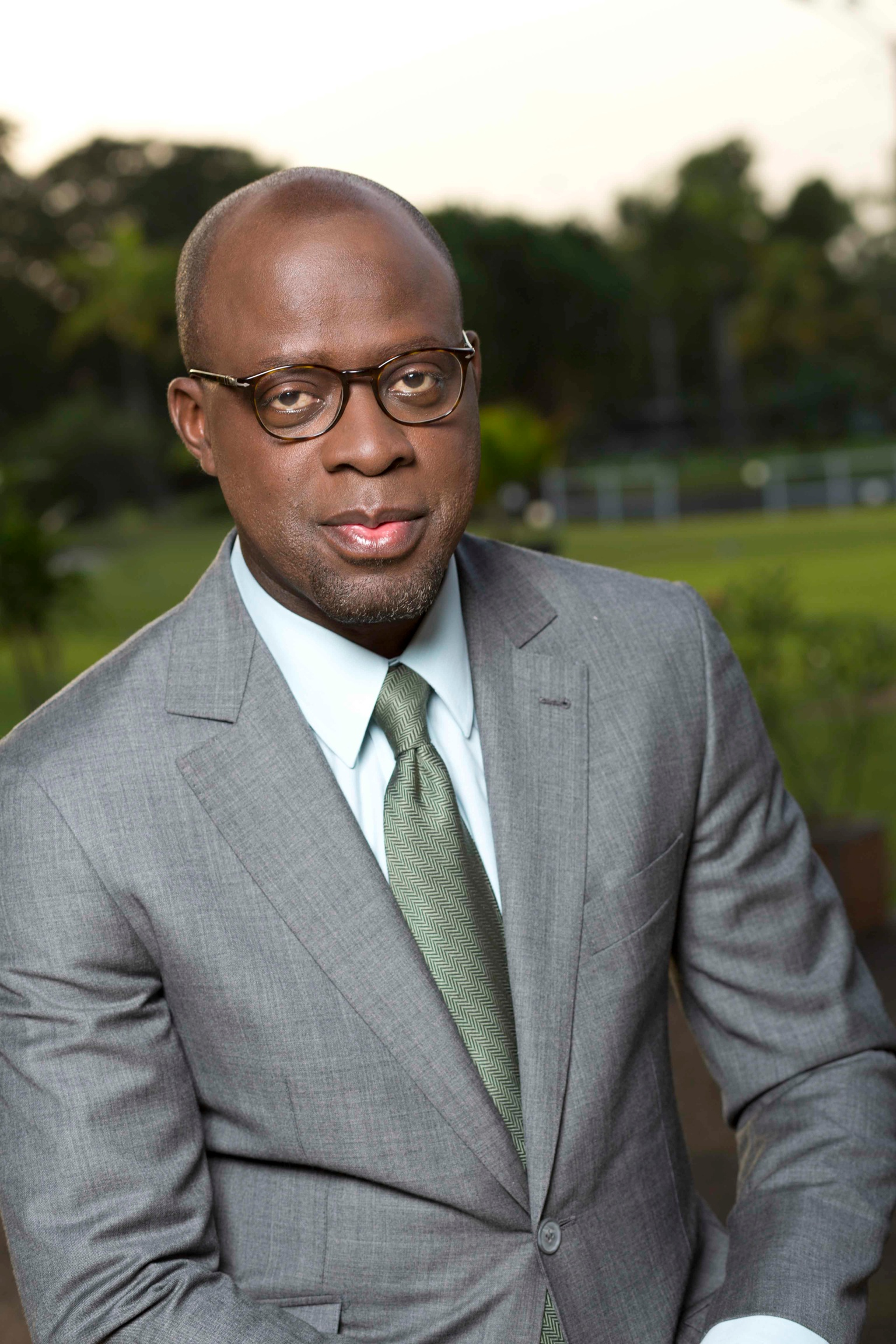
Le ministre ivoirien des Eaux et Forêts Alain-Richard Donwahi (ministre de 2017 à 2022).

En 2017, deux trafiquants ivoiriens à Treichville sont arrêtés en possession de six défenses d'éléphants (soit 41 kg) et de près de 150 objets sculptés en ivoire.
Le 25 janvier 2018, une saisie record d'une tonne d'ivoire permet l'interpellation de six personnes (3 Ivoiriens et 3 Vietnamiens) en possession de 400 objets sculptés en ivoire et de machines pour travailler cette matière. Le ministre Alain-Richard Donwahi, alors Ministre des Eaux et forêts s'était rendu pour l'occasion au siège de l'Unité de lutte contre la criminalité transnationale organisée à Abidjan. En 2019, des trafiquants sont arrêtés en possession de 4 morceaux de défenses pesant 31 kg, importés depuis le Burkina Faso vers Abidjan pour y être revendus sur le marché noir asiatique.
Le 1er juillet 2023, trois trafiquants présumés sont arrêtés à Yamoussoukro en possession de six défenses pesant 42 kg, deux d'un éléphant adulte de quatre tonnes, et quatre d'éléphanteaux, obtenues à Méagui ; ces défenses provenaient vraisemblablement de braconnage dans le parc national de Taï.

## L'éléphant dans la culture de la Côte d'Ivoire
L'éléphant est l'emblème de la Côte d'Ivoire. Les armoiries officielles comportent une tête d'éléphant, en référence à la stabilité du pays. L'« éléphant » peut désigner la Côte d'Ivoire, et est très souvent cité de manière métonymique, par exemple à travers les « douze travaux de l’éléphant d’Afrique » lancés par le président ivoirien Henri Konan Bédié en 1996, qui font écho aux dragons asiatiques et aux lions d'Afrique. Alors que l'augmentation de la pauvreté dans le pays entre 1988 et 2008 est qualifiée de « chute de l'éléphant », le Plan national de développement 2012-2015 de la Côte d'Ivoire est désigné comme « Le triomphe de l’éléphant »,. L’ancien ministre Théophile Ahoua N'Doli a écrit en 2017 un ouvrage en deux tomes intitulé Réveil de l’éléphant d’Afrique.

Exemples d'utilisations de l'image de l'éléphant en Côte d'Ivoire
Armoiries de la Côte d'Ivoire.
Logo de l'équipe de Côte d'Ivoire de football.
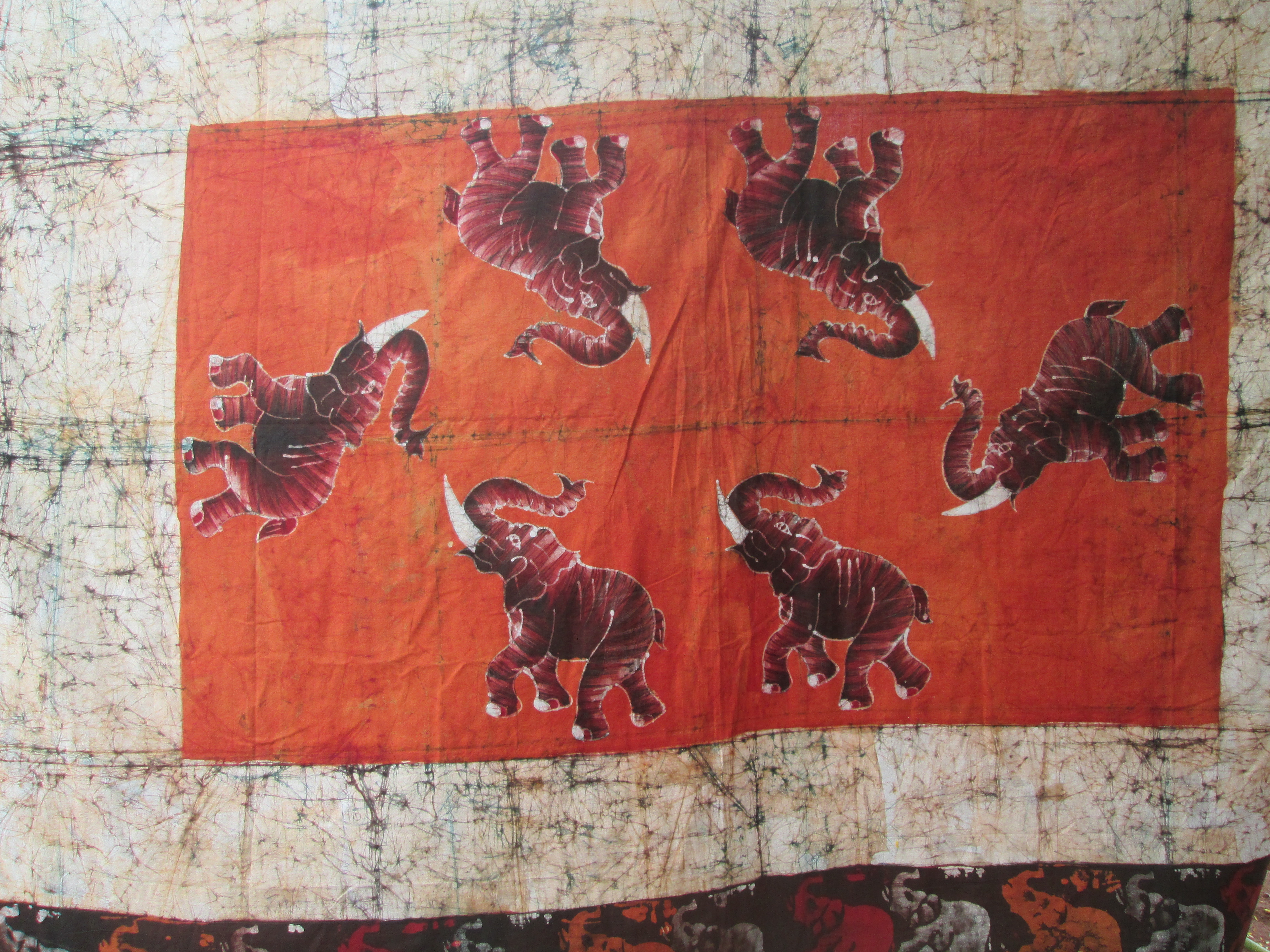
Tissu artisanal ivoirien
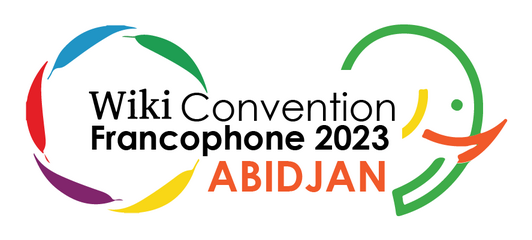
Logo de la Wikiconvention francophone 2023 à Abidjan

L'équipe de Côte d'Ivoire de football s'appelle « Les Éléphants », en référence à la présence de cet animal sur les armoiries du pays.
L'écrivain français René Guillot, qui a vécu en Afrique-Occidentale française, publie en 1950 le roman pour la jeunesse Sama, prince des éléphants (Sama étant un nom local donné à cet animal), qui raconte l'histoire d'un vieil éléphant mâle de la Comoé asservi dans un cirque.
En août 2022, à l'occasion de la seconde journée mondiale de l'éléphant, l’association WeAfrique organise une visite du zoo d'Abidjan pour mieux faire connaître les mœurs de cette espèce.